# رينا فاغنر
رينا فاغنر (بالفرنسية: René Wagner)‏ (مواليد 7 مايو 1938) هو سبّاح لوكسمبورغي، مثّل بلاده في الألعاب الأولمبية الصيفية 1960.

## روابط خارجية
رينا فاغنر على موقع الاتحاد الدولي للسباحة (الإنجليزية)
- رينا فاغنر على موقع أوليمبيديا (الإنجليزية)